# Březovec
Březovec (německy Brüsau) je část města Nasavrky v okrese Chrudim. Nachází se na východě Nasavrk. Prochází zde silnice II/337. V roce 2009 zde byly evidovány čtyři adresy. V roce 2001 zde trvale žilo 8 obyvatel.
Březovec leží v katastrálním území Ochoz u Nasavrk o výměře 3,69 km2.